# Hillsdale (New Jersey)
Hillsdale ist eine Stadt im Bergen County, New Jersey, USA. Das U.S. Census Bureau hat bei der Volkszählung 2020 eine Einwohnerzahl von 10.143 ermittelt.

## Geographie
Die geographischen Koordinaten der Stadt sind 41°0'27" nördliche Breite und 74°2'33" westliche Länge.
Nach den Angaben des United States Census Bureau hat die Stadt eine Gesamtfläche von 7,7 km2, wobei keine Wasserflächen miteinberechnet sind.

## Geschichte
Der National Park Service weist für Hillsdale fünf Bauwerke im National Register of Historic Places (NRHP) aus (Stand 28. November 2018).

## Demographie
Nach der Volkszählung von 2000 gibt es 10.087 Menschen, 3.502 Haushalte und 2.850 Familien in der Stadt. Die Bevölkerungsdichte beträgt 1.306,9 Einwohner pro km2. 92,41 % der Bevölkerung sind Weiße, 0,85 % Afroamerikaner, 0,07 % amerikanische Ureinwohner, 5,08 % Asiaten, 0,04 % pazifische Insulaner, 0,86 % anderer Herkunft und 0,69 % Mischlinge. 4,25 % sind Latinos unterschiedlicher Abstammung.
Von den 3.502 Haushalten haben 38,1 % Kinder unter 18 Jahre. 70,8 % davon sind verheiratete, zusammenlebende Paare, 7,7 % sind alleinerziehende Mütter, 18,6 % sind keine Familien, 15,7 % bestehen aus Singlehaushalten und in 8,8 % Menschen sind älter als 65. Die Durchschnittshaushaltsgröße beträgt 2,87, die Durchschnittsfamiliengröße 3,20.
26,0 % der Bevölkerung sind unter 18 Jahre alt, 5,1 % zwischen 18 und 24, 29,0 % zwischen 25 und 44, 25,1 % zwischen 45 und 64, 14,8 % älter als 65. Das Durchschnittsalter beträgt 40 Jahre. Das Verhältnis Frauen zu Männer beträgt 100:95,0, für Menschen älter als 18 Jahre beträgt das Verhältnis 100:90,8.
Das jährliche Durchschnittseinkommen der Haushalte beträgt 82.904 USD, das Durchschnittseinkommen der Familien 90.861 USD. Männer haben ein Durchschnittseinkommen von 65.052 USD, Frauen 43.558 USD. Der Prokopfeinkommen der Stadt beträgt 34.651 USD. 3,3 % der Bevölkerung und 2,5 % der Familien leben unterhalb der Armutsgrenze, davon sind 2,9 % Kinder oder Jugendliche jünger als 18 Jahre und 3,0 % der Menschen sind älter als 65.